# SM文化宇宙
SM文化宇宙（英語：SM Culture Universe），是由SM娛樂製作的共同世界。

## 開發
自2004年起，SM娛樂開始致力於打造自己的文化宇宙。在策劃階段，李秀满構思出一個「創新且強大」的敘事風格，並以此為基礎創建了一個世界观。他認為，創作、傳遞故事，並進入世界觀是一種競爭。因此，他們不是創建一個被解釋為象徵或隱喻的世界觀，而是創作了包含全新且極具吸引力的角色和故事情節的故事內容。李秀滿相信，這個故事是表現藝術家和音樂的基本元素，也是取得成功的關鍵。

### 2020年
10月28日，李秀滿作為韓國文化代表之一，出席了第一屆世界文化產業論壇（WCIF），在主題為「COVID-19疫情後的世界娛樂產業和文化宇宙的未來」的演講中發表了主題演講。在演講中，李秀滿強調他們正在朝著夢寐以求的未來娛樂世界更進一步。他宣布，他們將透過新女子團體aespa來實現SM文化宇宙的願景，並以「新穎和創新」的方式繼續前進，如同他們過去所做的一樣。
11月11日，SM娛樂的執行董事朴俊英出席了由國土交通部和首尔特别市厅主辦的「城市，打開天空」UAM首爾示範和無人機出租車試飛活動。朴俊英在活動中闡述了文化科技在未來移動產業中的重要性。SM在李秀滿的未來願景下，不斷挑戰文化和技術的融合，並準備成為一家超越娛樂領域的「科技公司」。李秀滿稱SM文化宇宙是SM的「核心價值觀和願景」，旨在創造一個連接文化和娛樂的世界。他預測未來將是一個以人工智慧和明星為主的世界。
11月12日，SM娛樂的CEO李成秀和Super Junior成員崔始源代表韓國文化產業參加了面向全球華人商人的「韓國-世界華人企業家商務周2020」活動。考慮到COVID-19疫情，活動以實時線上論壇的方式在全球舉辦，並在YouTube上進行了直播。崔始源談到SMCU是SM提出的「未來娛樂的核心價值觀和願景」，並強調它不僅是一個被解釋為象徵或隱喻的世界觀，而是一個「新的願景和計劃」，通過包含「有吸引力」的角色和故事情節的故事內容來表達藝術家和音樂。崔始源提到Aespa是SMCU計劃的「開始」，並補充說EXO、Red Velvet和NCT等各個團體的世界觀和故事將獨立展開，有時會相互連接並產生新的故事。此外，他還表示Super Junior也是SMCU計劃的一部分，希望觀眾能夠期待這個團體在未來呈現的各種不同故事。

### 2021年
6月23日，SM娛樂與韩国科学技术院（KAIST）簽署了一份聯合元宇宙研究的諒解備忘錄。此前，李秀滿曾與漫威娛樂、创新艺人经纪公司和英特尔等全球企業合作打造文化宇宙。透過這份諒解備忘錄，SM和KAIST計劃在內容、人工智能和機器人等領域進行技術合作，共同開展數位頭像生產相關項目和文化技術方面的學術研究。SM將通過與KAIST文化技術學院的聯合研究，致力於研究使用頭像的元宇宙表演技術。KAIST和SM計劃透過這次合作，不僅追求表演的「完美」，還將推進技術的「進步」。
6月29日，SM娛樂舉行了SM Congress 2021，公布了公司的願景和戰略。李秀滿在開場白中表示，SM一直在「挑戰從未有過的音樂內容體驗」。他解釋說，未來元宇宙時代的「原創性將會更有價值」。李秀滿還表示，他們已經預測、準備並開創了未來。他告訴Aespa，他們正在以SM文化宇宙的名義擴展自己的世界觀並創造自己的宇宙，開始了「認真邁向一個全新世界」的旅程。此外，SM還宣布了有關SMCU的更多細節，例如可能計劃開發的電影、應用程式和遊戲，這些將允許粉絲進行互動。
7月1日，第二屆世界文化產業論壇（WCIF）以國際研討會的形式舉行，聚集了來自五個國家的重要人物，包括韓國、美国、中國、日本和印度。論壇以「COVID後的音樂和娛樂產業的變革」為主題，李秀滿、米高梅公司主席馬克·伯奈特（製作了著名的選秀節目《The Voice》和《Survivor》）和在好萊塢擁有30多年經驗的徐俠昌發表主題演講。李秀滿在演講中強調，「意想不到的」領域應與娛樂融合，創造「爆炸性的協同效應」，而韓國應成為「第一行動者」。此外，他認為，未來引起關注的內容應是用戶可以重建的「再創造內容」，並聲稱這種內容可以成為「第三貨幣」。李秀滿還表示，這是一個值得與文化和未來產業領袖以及K-pop分享的議程。

## 媒體

### 漫畫
| 書名                                  | 發行日期         | 發行日期          | 作者      | 藝術家   | Ref.   |
| 書名                                  | 首發             | 最後一集          | 作者      | 藝術家   | Ref.   |
| ------------------------------------- | ---------------- | ----------------- | --------- | -------- | ------ |
| SMCU : Red Velvet - The Story of ReVe | November 9, 2022 | November 11, 2022 | Kim Aromi | D D Kang | [ 33 ] |

## 專案

### aespa
SM娛樂宣布推出一個新的女子團體aespa，作為SMCU計劃的第一個項目。該團體將提供全新的娛樂體驗，包括有吸引力的故事情節和所有知識產權、視覺和表演，例如音樂、歌詞和影片內容（包括音樂錄影帶）。aespa的故事情節將呈現藝人成員在現實世界和虛擬世界中的頭像成員通過數字世界進行交流、互動和成長，這是現實和虛擬現實之間的中介世界。此外，該團體的概念非常獨特，將由現實世界成員、虛擬世界的頭像成員以及支持和協助他們的神秘存在組成。aespa的故事情節將呈現全新的概念，其中現實世界成員和虛擬世界成員都擁有人工智能大腦作為不同的生物體。

### Cawman
CAWMAN是一個新的混合視頻類型，結合了卡通、動畫、Webtoon、動態圖形、頭像和小說元素，用於呈現SM文化宇宙（SMCU）。據李秀滿透露，目前正在討論使用這種類型在好莱坞製作電影。

### 相關術語
| 術語                       | 描述                                                            | Ref.   |
| -------------------------- | --------------------------------------------------------------- | ------ |
| ae (stylized as æ)         | 網路上aespa成員的虛擬角色，是根據他們在網絡上傳的所有數據所創建 | [ 41 ] |
| Black Mamba                | 這個威脅破壞了現實與虛擬現實角色之間的聯繫，對全球造成危害      | [ 42 ] |
| Ether                      | 潛意識的海域                                                    | [ 43 ] |
| Flat                       | 一個虛擬世界，人類與他們的“aes”共同生活                         | [ 44 ] |
| Kosmo                      | 在aespa和NCT的世界觀中出現的未知世界                            | [ 45 ] |
| Kwangya (광야)             | “Black Mamba”和“ae”存在的平行時空                               | [ 46 ] |
| My                         | 在“Kwangya”故事中意味著“最珍貴的朋友”的核心人物                 | [ 47 ] |
| Naevis (stylized as nævis) | 連接aespa和虛擬世界角色的人工智能系統和神秘實體                 | [ 48 ] |
| Nu Evo                     | 全新進化                                                        | [ 41 ] |
| Synk                       | 一個將aespa與其虛擬角色連接的虛擬平台                           | [ 49 ] |
| SynkOut                    | 與“ae”的強制中斷聯繫                                            | [ 50 ] |
| Rekall                     | 讓虛擬角色在現實世界中短暫出現的過程                            | [ 51 ] |
| P.O.S (Port of Soul)       | 讓aespa和他們的“aes”能夠在現實世界中實現“同步”或共度時光        | [ 52 ] |

## 常設演員和角色
| 角色                           | 藝人或團體   |
| ------------------------------ | ------------ |
| 待公布                         | 安七炫       |
| 宇宙的誕生                     | 寶兒         |
| 光與聲的速度                   | 東方神起     |
| 超越國籍和所有權的太空旅行     | Super Junior |
| 聲音女神                       | 少女时代     |
| 五種光                         | SHINee       |
| 超自然力量                     | EXO          |
| 與神靈交流的卓越存在           | Red Velvet   |
| 透過夢境和潛意識傳達團結的使者 | NCT          |
| 待公布                         | aespa        |

## 迴響
SM娛樂公司的計畫「SM文化宇宙」受到了廣泛的迴響。星新聞的Gong Mi-na指出，這個計畫融合了SM娛樂累積的技術和專業知識，被視為韓流市場的新模式。同時，Gong Mi-na也稱讚SM娛樂公司持續採用「尖端科技」，並引進了「進階到下一個層次」的內容。
體育Seoul的Kim Sun-woo認為，SM文化宇宙展現出了「擴展的世界觀」，將超越大眾的預期。此外，音樂業界官方表示，「虛擬形象的想法很新鮮，但關鍵似乎在於如何實現協作，以及能與粉絲建立多少聯繫。」
纽西斯的Lee Jae-hoon稱讚SM娛樂公司的各種實驗，將其視為建立「文化帝國」的努力，與漫威電影宇宙相似，創造出具有多樣世界觀的IP內容。SPOTV News的Jung Yu-jin報導稱，業界對Aespa的虛擬形象世界觀感到興趣，認為它是「開創性的」。而同公司Jang Jin-ri表示這個計畫是SM娛樂公司試圖成為超越韓國娛樂公司代表地位的「文化帝國」的努力。最後，OhmyStar的Kim Do-heon將SM文化宇宙與漫威宇宙進行比較，認為它們都建立了虛擬世界觀。